# Kanton Saales

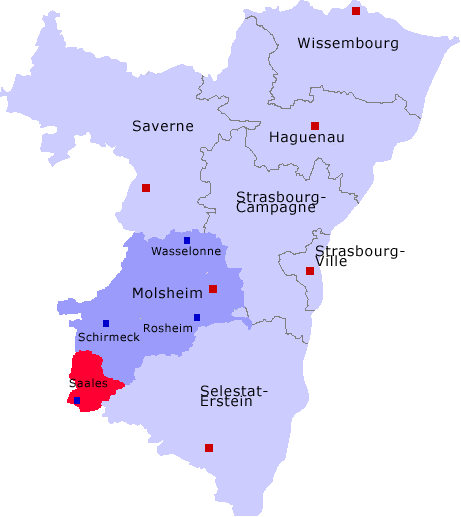
Lage des Kantons Saales im Arrondissement Molsheim und im Département Bas-Rhin

Der Kanton Saales war bis 2015 ein französischer Wahlkreis im Arrondissement Molsheim, im Département Bas-Rhin und in der Region Elsass.

## Geschichte
Der Kanton wurde am 4. März 1790 im Zuge der Einrichtung der Départements als Teil des damaligen „Distrikts Schlettstadt“ gegründet.
1795 wurde der Kanton dem Département Vosges und dem „Distrikt Saint-Dié“ zugeordnet.
Mit der Gründung der Arrondissements am 17. Februar 1800 wurde der Kanton als Teil des damaligen Arrondissements Saint-Dié neu zugeschnitten.
Seit 18. Mai 1871 wurde etwa die Hälfte des Gebiets dieses Kantons aufgrund des Frankfurter Friedens an das Deutsche Reich abgetreten. Die betroffenen 6 Gemeinden kamen wie auch der ganze Kanton Schirmeck zum „Kreis Molsheim“ und somit wieder zum „Bezirk Unterelsaß“. Bis 1919 gab es keine weitere verwaltungsmäßige Untergliederung des Kreises Molsheim. Die Gemeinden des ehemaligen Kantons Saales bildeten aber weiter zusammen mit den Gemeinden des Kantons Schirmeck zunächst den gemeinsamen Bezirk eines Friedensgerichts und seit 1879 des Amtsgerichts Schirmeck.
Am 28. Juni 1919 wurde der Kanton Teil des neu gegründeten Arrondissements Molsheim.
Am 22. März 2015 wurde der Kanton aufgelöst. Alle Gemeinden gehören jetzt zum Kanton Mutzig.